# Popis modela i varijanti T-34
Identifikacija varijanti T-34 može biti komplicirana. Ovisno o tvornici, derivati se razlikuju po drugačijim kupolama, cijevima topa i opremom. Neke vojske su ovisno o potrebama nadograđivale sovjetske T-34 tenkove, neke su ga proizvodile na temelju licence ili reverznog inženjeringa, a neki tenkovi su konvertirani u druge svrhe, npr. kao vozilo s protu-zrakoplovnim topom, samohodno topništvo, vatrogasno vozilo i dr.
Oštećeni tenkovi bili su obnavljani, npr. trup i kupola zavareni s čelićnim otpadcima različite debljine, a neki tenkovi su popravljani s modernom opremom. Također, nije svaka tvornica implementirala sve izmjene sovjetskih modela tenkova u isto vrijeme.

## Lista modela i varijanti

### Sovjetski Savez

#### Tenkovi
- T-34
  - Model 1940 (njemačka oznaka: T-34/76A) - produkcijski model proizveden 1940. opremljen je sa 76,2 mm L-11 topom. Zbog nedostatka novih dizelskih V-2 motora u početnoj proizvodnji u tvornici Gorki, tenkovi su opremljeni s dizelskim MT-17 motorima preuzetim s BT tenkova. Ovaj model tenka imao je inferiorni prijenos i kvačilo.
  - Model 1941 (T-34/76B) - model iz 1941. s težim oklopom te lijevanom ili zavarenom kupolom. Koristio je F-34 top (iako su neki tenkovi bili opremljeni sa starijim F-32 topom).
  - Model 1941 (T-34/76C) - model iz 1942. s pojačanom zaštitom oklopa i mnogim pojednostavljenim komponentama. Kod nekih tenkova su svjetla (farovi) premješteni na lijevu stranu trupa. Većina kupola je lijevano, dok je manji broj njih zavaren.
  - Model 1942 (T-34/76D, E i F) - ovaj model se proizvodio od svibnja 1942. do 1944. Nijemci su mu dali nadimak "Mickey Mouse" zbog dvije otvorene kupole. Službena sovjetska oznaka za ovaj model tenka bila je Model 1942. Kupole su se proizvodile u različitim tvornicama s manjim promjenama, ali su uvijek nosile iste vojne oznake. Modeli iz ranije proizvodnje ponekad su se nazivali Model 1942/43, dok su ih njemački obavještajci označavali kao T-34/76D. Modeli iz kasnije proizvodnje imali su novu zapovjedničku kupolu. Nijemci su ovaj model nazivali T-34/76E. S druge strane, tenkove proizvedene u Čeljabinsku, Nijemci su označavali kao T-34/76F.[1]
  - T-34/57 - mali broj T-34 tenkova opremljenim s vrlo brzim 57 mm topom ZiS-4 L/73 koji su se koristili kao lovci na tenkove. Top s ovog tenka ima bolju penetraciju od 76,2 mm topa F-34. ZiS-4 L/73 mogao je s 500 metara prodrijeti 140 mm čelika, za razliku od F-34 i njegove penetracije od 90 mm. Međutim mali HE projektili bili su neadekvatni u borbi protiv neoklopnih vozila.
  - OT-34 - T-34 tenk opremljen s interno montiranim bacačem plamena umjesto strojnice. Radi se o izmijenjenom Modelu 1941 s ATO-41 i Modelu 1942 s ATO-42 bacačem plamena.
- T-34M - prototip s poboljšanim oklopom, šesterokutnom kupolom za tri člana posade, zaobljenim kotačima te povećanim spremnicima goriva i streljiva. Daljnji razvoj ovog modela je zaustavljen početkom Drugog svjetskog rata.

- T-34-85
  - Model 1943 - ovaj model se gradio od veljače do ožujka 1944. u Zavodu 112 s 85 mm D-5T topom i novom povećanom kupolom s tri člana posade.
  - Model 1944 - građen od ožujka 1944. do kraja godine, ovaj tenk imao je jednostavniji 85 mm ZiS-S-53 top i poboljšan topnički ciljnik.
  - Model 1945 - ovaj model građen je 1944. i 1945. s kupolom koja se pokretala na električni pogon, povećanom zapovjedničkom kupolom, prednjim blatobranima u obliku kvadrata i TDP dimnim sustavom.
  - Model 1946 - produkcijski model iz 1946. s poboljšanim V-2-34M, novim kotačima i ostalim sitnim detaljima.
  - Model 1960 - programom renoviranja, u ovaj model tenka je uveden novi V-2-3411 motor dok su poboljšani filter zraka, sustav za hlađenje i podmazivanje, baterijski generator, novi BDSh dimni sustav, infracrvena svjetla, optika za vozača i 10-RT radio sustav umjesto starijeg 9-R.
  - Model 1969 (nazivan i T-34-85M) - programom renoviranja predstavljen je tenk s novim R-123 radio sustavom, opremom za noćnu vožnju, poboljšanim voznim osobinama i mogućnošću odvajanja dimnog spremnika čime se stvara prostor za montiranje dodatnog spremnika goriva od 200 litara. Dodana je i vanjska pumpa za gorivo kako bi se omogućilo lakše punjenje gorivom.
  - OT-34-85 (ponekad nazivan TO-34) - T-34-85 tenk s bacačem plamena ATO-42 smještenim na mjestu gdje se nalazila strojnica.

#### Tenkovi razarači
- SU-85 - T-34 tenk s 85 mm D-5T topom.
- SU-100 - T-34 tenk s 100 mm D-10S topom.

#### Samohodno topništvo
- SU-122 - T-34 tenk konvertiran kao samohodno topništvo. Imao je 122 mm top M-30S.

#### Vozila podrške
- PT-34 - vozilo za pronalazak i uništenje mina na terenu, uglavnom izgrađeno na šasijama modela T-34 Model 1942 i T-34-85.
- T-34-T - tokom 2. svjetskog rata, oštećeni T-34 tenkovi obnovljeni su kao oklopno inženjerijsko vozilo kojem je ukonjena kupola. Vozila su korištena uglavnom za vuču tenkova. Poznat je i pod oznakom TT34.
- SPK-5 (1955.) - konvertiran T-34 tenk u inženjerijsko vozilo s dizalicom max. kapaciteta od 10 tona.
  - SPK-5/10M - SPK-5 opremljen s elektro-hidrauličnom kontrolom dizalice.
- T-34-TO (1958.) - model namijenjen tehničkom održavanju vojnih vozila na terenu. T-34-TO opremljen je s opsežnim nizom alata i radnih platformi.

### Bugarska

#### Fiksirana utvrda
- Kupola T-34-85 tenka ugrađena je na bunker kako bi se stvorio fiksni dio.

### Čehoslovačka

#### Tenk
- T-34-85CZ - čehoslovačka licencna kopija sovjetskog T-34-85 tenka. Poznat je i pod oznakom T-36.

#### Vozila potpore
- MT-34 - čehoslovačka konverzija T-34 tenka kojem je maknuta kupola i umjesto nje je postavljen pontonski most.

- VT-34 - inženjerijsko vozilo.

### Egipat

#### Tenk razarač
- T-100 - konverzija T-34 tenka s protu-tenkovskim 100 mm BS-3 topom. Tenk je poznat i pod oznakom T-34/100.

#### Samohodno topništvo
- T-122 - egipatska konverzija tenka u samohodno topništvo sa 122 mm D-30 topom. Ovo vozilo poznato je i pod oznakom T-34/122.

### Kina

#### Tenk
- Type 58 - kineska kopija T-34-85 tenka.
  - Type 58 - opremljen je s opremom iz naprednijeg Type 59 glavnog borbenog tenka.
  - Type 58-I - model Type 58 opremljen s poboljšanom zapovjedničkom kupolom.
    - Type 58-II - model Type 58 opremljen s dodatnom kupolom.

#### Samohodno protu-zrakoplovno topništvo
- Type 63 - konvertirani Type 58 koji je postao protu-zrakoplovno vozilo s kineskim 37 mm dvocijevnim topovima Type 63 AA.[2]

### Kuba

#### Samohodno topništvo
- T-34-85 tenk konvertiran u samohodno topništvo sa sovjetskim 122 mm D-30 topom.

### Mađarska

#### Vatrogasno vozilo
- T-34 tenkovi koji su konvertirani u vatrogasna vozila koja su se koristila u požarima ulja. Vozila su koristila dva motora od lovca MiG-21 koji su montirani na prstenastoj kupoli.

### Nacistička Njemačka

#### Samohodni protu-zrakoplovni top
- Flakpanzer T-34 - njemačka konverzija jednog sovjetskog T-34 tenka. Vozilo je naoružano s 20 mm Flakvierling 38 topovima u novoj oklopnoj kupoli s otvorenim vrhom. Takvo vozilo proizvedeno za potrebe PzJagAbt 653 u srpnju 1944.[3]

### Poljska

#### Tenk
- T-34-85M1 - produkt poljskog programa renoviranja tenkova. 
  - T-34-85M2 - produkt poljskog programa renoviranja tenkova.

#### Inženjerijska vozila
- CW-34 - poljski derivat vozila VT-34.
- WPT-34 - inženjerijsko vozilo iz 1960-ih. Ima nadograđenu zamjensku kupolu, dizalicu i ostalu potrebnu opremu. Riječ je o konvertiranim T-34 tenkovima kao i SU-85 i SU-100 tenkovima razaračima.

### SFR Jugoslavija

#### Tenk
- Teški Tenk Vozilo A - tenk jugoslavenske proizvodnje koji je nastao 1949. na temelju sovjetskog tenka T-34. Ukupno je izgrađeno 9 prototipova. Tenkovi su projektirani i izgrađeni zbog tada velike opasnosti od sovjetske invazije, zbog čega je jugoslavenska vojna industrija povećala vlastitu proizvodnju. Tenkovi su dizajnirani na temelju reverznog inženjeringa sovjetskog modela T-34-85 bez sovjetske tehničke dokumentacije. Postojala je i alternativna verzija tenka koja je imala top preuzet s američkog M47 Patton tenka. Danas su "preživjela" dva primjerka tenka. Jedan se nalazi u vojnom muzeju u tvrđavi Kalemegdan u Beogradu. Drugi primjerak nalazi se u vojarni u Banjoj Luci.[4]

### Sirija

#### Tenk
- T-34/55 - radi se o izvoznom modelu T-34-85 koji je bio namijenjen Čehoslovačkoj. Tenk je kasnije nadograđen zbog modernizacije sirijske vojske. Tako mu je dodana protu-zrakoplovna strojnica koja je stavljena na zapovjedničku kupolu i ostala nadogradnja.

#### Samohodno topništvo
- T-34/122 - sirijska konverzija T-34 tenka na samohodno topništvo. Dodan mu je sovjetski 122 mm D-30 top. Top je okrenut unatrag radi očuvanja centra gravitacije.

## Vanjske poveznice
- The big red guide